# Christian Lagnidé
Christian Enoch Lagnidé né le 23 juillet 1963 à Cotonou,  est un ancien ministre dans le gouvernement du président Mathieu Kérékou est un homme politique béninois, homme d'affaires et patron d'une chaine de télévision béninoise dénommée LC2 International

## Enfance
Fils d’Antoine Toussaint Lagnide, Christian Lagnide est né à Cotonou le 23 juillet 1963.

## Carrière
À 17 ans, Christian Lagnide fait ses débuts dans le monde professionnel en devenant footballeur au FC Metz dans le championnat français. Ayant connu un bref parcours comme joueur, Christian se lance dans le monde des affaires relative au foot surtout dans marketing sportif avec Marc Loison Directeur Marketing du FC Metz à l’époque. Grâce à cette association, Christian acquiert de l'expérience l'un des initiateurs de l'africaine de Marketing Sport International (MSI) au Bénin. Quelques années après, Christian Lagnide crée l’Agence pour la promotion du sport (Afps) et intervient dans la gestion des programmes d’industrie sportive dans les pays de l’Afrique de l’Ouest et centrale. Pendant 10 ans, Christian Lagnide s’impose sur les écrans de la télévision béninoise comme animateur et producteur de l’émission Ambitions . À la suite de cette réussite télévisuelle, il décide de lancer en 1997 sa propre chaîne de télévision privée La Chaîne LC2 (Lagnide Christian 2) à Cotonou. Entre 2003 à 2016, Christian Lagnide et son groupe gagnent l’exclusivité des droits de diffusion des différents matchs de la Coupe d’Afrique des Nations et autres compétitions de la Confédération Africaine de Football (CAF). Dans les années 2000, Christian lance Nasuba (Bonjour en Dendi) une marque déposée de production et de distribution de services dans les domaines de la communication et des transferts d’argent. En 2016, il est candidat a l'élection présidentielle du Bénin, scrutin remporté par Patrice Talon au second tour contre Lionel Zinsou,,,,,.